# Waschhaus (Vignot)

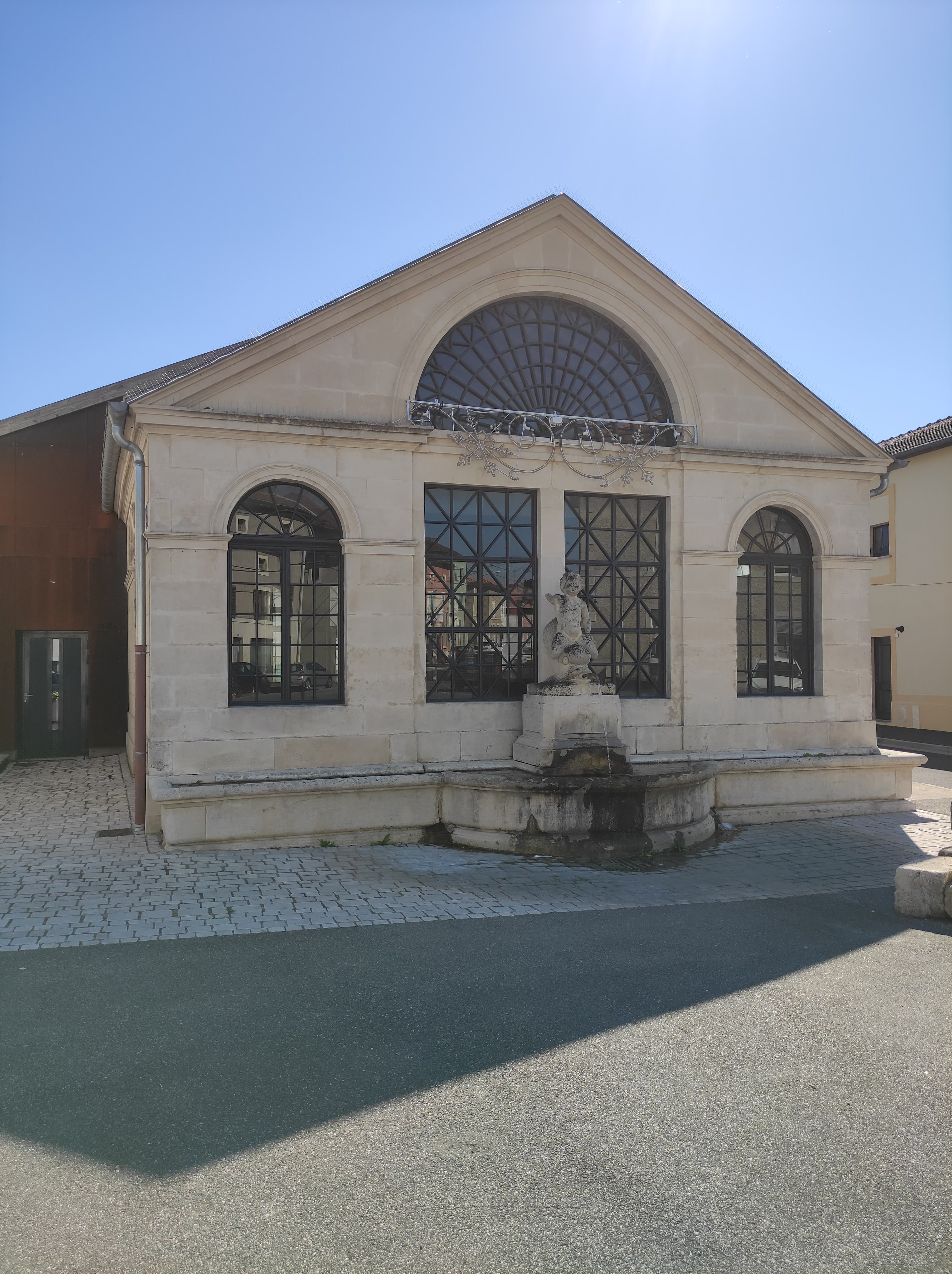
Waschhaus in Vignot

Das Waschhaus (französisch lavoir) in Vignot, einer französischen Gemeinde im Département Meuse in der Region Grand Est, wurde im 19. Jahrhundert errichtet. 
Das öffentliche Waschhaus an der Place Charles-de-Gaulle besteht aus Werksteinmauerwerk und einem Satteldach. Vor der Schaufassade steht ein Brunnen mit Viehtränke, der mit einem Cherub geschmückt ist.  
Die großen Fenster sind im Gegensatz zu vielen anderen Waschhäusern verglast, sodass die Wäscherinnen bei jedem Wetter arbeiten konnten.